# Сияхлояк
Сияхлояк (тадж. Сияҳлояк) — село в Раштском районе Таджикистана. Входит в состав сельской общины (джамоата дехота) Калаи-Сурх. Расстояние от села до центра района (пгт Гарм) — 13 км, до центра джамоата (село Калаи-Сурх) — 3 км. Население — 841 человек (2017 г.), таджики. Население в основном занято сельским хозяйством.